# John H.D. Cunningham
John Henry Dacres Cunningham (Demerara (Brits-Guyana), 13 april 1885 – Londen, 13 december 1962) was een Britse admiraal en was van 1946 tot 1948 de First Sea Lord. Een gekwalificeerde navigator en hij was voor een tijd instructeur op de navigatieschool van de Royal Navy. Hij was ook directeur Planning in Admiralty House en diende later als opperbevelhebber van de Mediterranean Fleet tijdens de Tweede Wereldoorlog.

## Eerste jaren
Cunningham werd op 13 april 1885 in Demerara in Brits-Guyana geboren. Zijn vader was Henry Hutt Cunningham en zijn moeder was Elizabeth Harriet. Hij studeerde tot zijn zestiende aan de Stubbington House School toen hij in januari 1900 als cadet aan de Royal Navy werd gevoegd en werd een adelborst op het trainingsschip HMS Britannia. Na de Britannia werd hij in juni 1901 als een adelborst toegevoegd aan de kruiser HMS Gibraltar. In die tijd werd hij onderscheiden met de Queen’s Medal.
Cunningham werd in juli 1904 bevorderd tot onderluitenant (in oktober 1905 definitief) en keerde in 1904 terug naar huis en deed examen voor de rang van luitenant. In mei 1906 werd hij uiteindelijk bevorderd tot luitenant. Cunningham werd benoemd tot assistent-navigator op het slagschip HMS Illustrious. De volgende drie jaar was hij hoofdnavigator aan boord van kanonneerboot HMS Hebe, de kruiser HMS Indefatigable in West-Indië en de mijnenlegger HMS Iphigenia in de Home Fleet. In 1910 volgde hij een instructeurcursus en werd een instructeur bij de navigatieschool van de Royal Navy. In 1910 trouwde Cunningham met Dorothy May en ze kregen twee zoons.

## Eerste Wereldoorlog
Cunningham werd aan het begin van de Eerste Wereldoorlog benoemd tot navigator op de kruiser HMS Berwick in de West Indies Station. In 1915 werd hij toegevoegd aan het slagschip HMS Russell in de Middellandse Zee. De Russell liep in april 1916 in Maltese waters op een mijn en zonk, maar Cunningham overleefde het. Na een korte rustperiode werd Cunningham benoemd tot hoofdnavigator op de slagkruiser HMS Renown. In 1917 toen hij diende in de Middellandse Zee werd Cunningham bevorderd tot commodore. In het laatste oorlogsjaar was hij een navigator op de slagkruiser HMS Lion in de Grand Fleet.

## Interbellum
Na de oorlog diende Cunningham opnieuw als instructeur, maar werd in 1920 benoemd tot navigator op de slagkruiser HMS Hood. Tijdens zijn tijd op de Hood werd hij een squadronnavigator voor de gehele slagkruiser-squadron die onder bevel van admiraal Roger Keyes stond.
In 1922 werd Cunningham benoemd tot commandant van de navigatieschool en werd in 1923 benoemd tot master of the fleet op de HMS Queen Elizabeth, het vlaggenschip van admiraal John de Robeck. In 1924 werd hij bevorderd tot kapitein en diende voor een tijd in de staf van de Royal Naval College in Greenwich. Daarna was hij plaatsvervangend directeur van Planning in Admiralty House in Londen en was van 1928 tot 1929 commandant van de mijnenlegger HMS Adventure.
Van 1930 tot 1932 was Cunningham directeur van Planning in Whitehall. Cunningham nam daarna het commando over het slagschip HMS Resolution, terwijl ook diende als flag capitain bij admiraal William Fischer, de opperbevelhebber van de Mediterranean Fleet. Nadat hij in 1935 werd benoemd tot adjudant bij de koning werd in 1936 bevorderd tot Rear Admiral. Eind 1936 werd hij benoemd tot assistent van de Chief of Naval Staff. In 1937 was Cunningham verantwoordelijk voor de Fleet Air Arm en in 1938 werd hij benoemd tot Fifth Sea Lord en Chief of Naval Services en kreeg hij een zetel in de Board of the Admiralty.

## Tweede Wereldoorlog
In de zomer van 1939 werd Cunningham bevorderd tot vice-admiraal en kreeg het bevel over de 1st Cruiser Squadron in de Middellandse Zee. Zijn vlaggenschip was de HMS Devonshire. Na de uitbraak van de Tweede Wereldoorlog werd Cunninghams cruisersquadron aan de Home Fleet, die onder admiraal Charles Forbes stond, toegevoegd. Hij was vanaf het begin betrokken bij de Noorse campagne.
In de vooravond van de geallieerde nederlaag werd Cunningham gevraagd een eenheid bestaande uit drie kruisers, negen torpedojagers en drie Franse transportschepen naar de havenstad Namos te leiden om daar 5700 man van de ‘Mauriceforce’ die daar waren te evacueren. Hij arriveerde in de nacht van 1 mei 1940 bij Namsos maar Cunningham stelde de evacuatie voor vierentwintig uur uit in de hoop dat het weer verslechterde. In avond van 2 mei kwam er een mistbank, de gehele Mauriceforce zou in een nacht te worden geëvacueerd. Ondanks de beschietingen en bombardementen op de volgende dag was Cunningham in staat een paar dagen later met al zijn evacués veilig aan te leggen in Scapa Flow.
De volgende opdracht van Cunningham was weer de Noorse Zee op te varen richting de Poolcirkel en de haven van Tromsø om op 7 juni 1940 de Noorse koning Haakon VII, kroonprins Olaf en andere leden van de Noorse koninklijke familie samen met de ministers en een deel van de goudvoorraad van Noorwegen te evacueren. Ondanks strikte orders de radiostilte niet te breken pikte Cunningham op de Devonshire zijn evacués op en zette daarna koers naar Groot-Brittannië. Het kreeg toen een rapport van het vliegkampschip HMS Glorious dat de vijand was op ongeveer 80 kilometer afstand was gezien. Vanwege zijn orders om de Noorse Koninklijke familie en de regering die belangrijk waren voor de oorlogsinzet in veiligheid te brengen zond Cunningham de Glorious en haar twee torpedojagers HMS Acasta en de HMS Ardent naar de aankomende Duitse eenheid toe. Ondanks dat men de strijd aan ging met de Duitse oorlogsschepen Scharnhorst en Gneisenau werden al de drie Britse oorlogsschepen binnen twee uur tot zinken gebracht waardoor 1.519 zeelieden hun leven verloren.
In september 1940 was Cunningham betrokken bij de Slag om Dakar, een poging van de Britten en Vrije Fransen om Dakar te veroveren op Vichy-Frankrijk. De expeditie werd een mislukking, vooral door het gebrek aan geheimhouding aan de ene kant en coördinatie aan de andere kant maar ook door de vastberadenheid van de Vichy-Franse verdedigers.
Geridderd op 1 januari 1941 en Cunningham werd begin 1941 teruggeroepen naar Admiralty House en benoemd tot Fourth Sea Lord en hoofd van de Bevoorrading en Transport. Hij bleef bijna twee jaar op die post en werd in juni 1943 naar het oostelijk Middellands Zeegebied gestuurd en benoemd tot opperbevelhebber Levant met de rang van admiraal. In augustus werd hij definitief bevorderd tot admiraal en toen later dat jaar de twee Middellandse Zeecommando’s samen werden gevoegd werd Cunningham benoemd tot opperbevelhebber van de Mediterranean Fleet en werd verantwoordelijk voor alle geallieerde oorlogsschepen in die regio. In die tijd was de situatie voor de geallieerde marine in de Middellandse Zee aanzienlijk verbeterd, maar de belangrijke amfibische operaties bij Anzio en de landing in Zuid-Frankrijk (Operatie Dragoon) moesten nog plaatsvinden. Bij beide operaties was Cunningham betrokken.

## First Sea Lord en laatste jaren
Cunningham bleef in de Mediterranean Fleet en keerde in mei 1946 terug naar Groot-Brittannië om Andrew Cunningham op te volgen als First Sea Lord. Aanzienlijke bezuinigingen en ontwapening vonden al plaats en meer van hetzelfde zouden volgen. Zijn tijd als First Sea Lord werd overschaduwd door de inkrimping van de Royal Navy en de marine voor te bereiden voor een rol in de Koude Oorlog.
Hij trok zich in september 1948 terug als First Sea Lord en hij werd opgevolgd door Bruce Fraser. In 1946 was hij een freeman in Londen en werd in januari 1948 bevorderd tot vlootadmiraal. Na zijn pensioen bij de marine was Cunningham tien jaar lang de voorzitter van de Iraq Petroleum Company en ging in 1958 op 73-jarige leeftijd met pensioen.

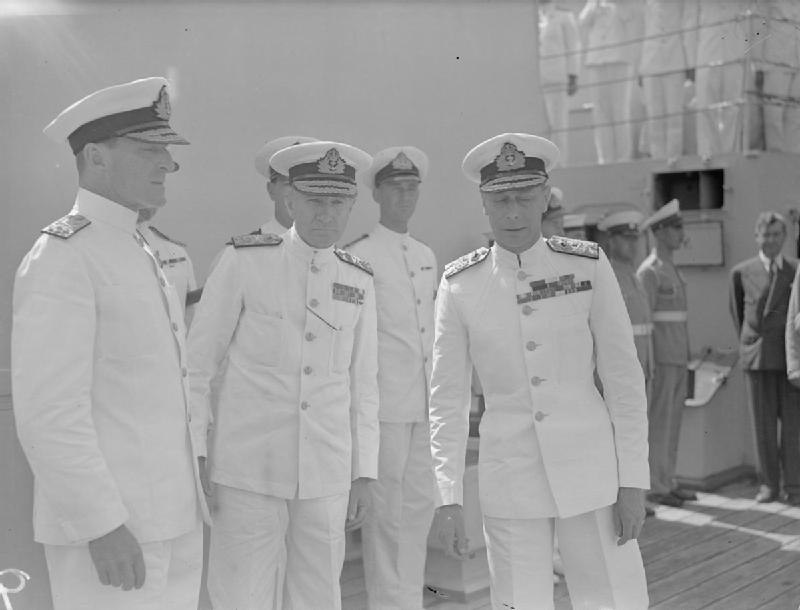
Koning George VI (rechts) met Admiral Sir John Cunningham en Rear Admiral Mansfield (links) aan boord van de HMS ORION.

## Militaire loopbaan
- Naval Cadet: 14 januari 1900[1][2]
- Midshipman: 30 mei 1901[1][2]
- Sub-Lieutenant: 30 juli 1904[1][2]
- Lieutenant: 30 oktober 1905[1][2]
- Lieutenant-Commander: 30 oktober 1913[1]
- Commander: 30 juni 1917[1][2]
- Captain: 30 juni 1924	[1][2]
- Rear Admiral: 1 januari 1936[1][2]
- Vice Admiral: 30 juni 1939[1][2]
- Admiral: 4 Augustus 1943[1][2]
- Admiral of the Fleet: 21 januari 1948[2]

## Decoraties
- Ridder Grootkruis in de Orde van het Bad op 1 januari 1946[2]
- Ridder Commandeur in de Orde van het Bad op 1 juli 1941[2]
- Lid in de Orde van het Bad op 11 mei 1937[2]
- Lid in de Koninklijke Orde van Victoria op 26 juli 1924[2]
- Legioen van Verdienste op 17 juli 1945[2]
- Orde van Sint-Olaf op 13 oktober 1942 en 22 juli 1947[2]
- Legioen van Eer in 1945[2]
- Croix de guerre in 1945[2]
- Orde van George I op 22 mei 1945[2]
- Oorlogskruis (Griekenland) op 19 maart 1946[2]
- Ere IEE[2]
- Queen’s Medal